# Marco Belpoliti
Marco Belpoliti (Reggio Emilia, 9 ottobre 1954) è uno scrittore, critico letterario e italianista italiano.

## Biografia
Marco Belpoliti si laurea presso la Facoltà di Lettere e filosofia dell'Università di Bologna nel 1978, discutendo una tesi in Semiotica con Umberto Eco. Insegna Sociologia della letteratura, Letteratura italiana e arti visuali presso l'Università di Bergamo.
Nel 1981 ha fondato, insieme ad altri, la rivista In forma di parole e la casa editrice Elitropia. Ha collaborato a Nuovi Argomenti durante gli anni ottanta. Dal 1981 collabora stabilmente alle pagine culturali del quotidiano il manifesto, e in particolare all'inserto Alias.
Nel 1986 il suo racconto "Confine: vite immaginarie del clown" diventa uno spettacolo per la regia di Marco Martinelli, interprete Ermanna Montanari, che insieme a Cosetta Gardini cura anche la scenografia, produzione Teatro delle Albe.
Dal 1991 è condirettore della rivista Riga, edita prima da Marcos y Marcos e poi da Quodlibet, dove ha curato tra gli altri numeri dedicati a Leggere e Scrivere, Nanni Valentini, Antonio Delfini, Italia, Italo Calvino, Nodo, Alberto Giacometti, Primo Levi, Ali Babà, Italia Due, Alberto Arbasino, Constantin Brancusi, Piero Camporesi, Furio Jesi, Primo Levi, Gianni Celati, Kitsch, Saul Steinberg, Giorgio Manganelli e Giulia Niccolai.
Dal 1998 collabora alle pagine culturali del quotidiano La Stampa. Dal 2000 collabora al settimanale L'Espresso con una rubrica di recensioni librarie.
Nel 1997 ha curato l'edizione critica delle Opere di Primo Levi uscita presso Einaudi, e successivamente, dello stesso autore, una serie di volumi: Conversazioni e interviste 1963-1987; L'ultimo Natale di guerra (racconti sparsi e ritrovati); L'asimmetria e la vita 1955-87 (raccolta di articoli comparsi su giornali e riviste); Tutti i racconti. Nel 1998 ha pubblicato un volume dedicato a Primo Levi per l'editore Bruno Mondadori, nella collana di monografie dedicate a scrittori da lui diretta.
Ha introdotto opere di Enzo Fabbrini, Massimo Antonaci, Gianluigi Ricuperati, Marshall McLuhan, Vladimir Nabokov, Giorgio Manganelli (Mammifero italiano), Antonio Mottolese, Rosanna Bianchi Piccoli, Giuliano Della Casa, Cicerone e altri; e ha collaborato alla sceneggiatura di un film di Davide Ferrario sul ritorno di Levi a casa (La strada di Levi). Il film è stato oggetto di studio, sia in riferimento al libro di Levi da cui è stato tratto, che dal film La Tregua di Francesco Rosi del 1997. Osserva Eirene Campagna: "Nel film, ancora più che nel libro, si ritrova molto l’immagine dell’Europa Centrale come costellazione di piccole patrie, piccole identità che si confrontano in un pullulare di storie che si intersecano, si accavallano, si contrastano.", e poi: "Questo è un film sulla memoria dell’Europa, in cui si incontrano tutte le possibili rovine: quelle del nazismo e quelle del comunismo, le rovine di un sistema industriale, del capitalismo di stato, la rovina della scienza e della tecnologia." 
Sempre con Davide Ferrario, nel 2024, realizza il film documentario Italo Calvino nelle città dove collabora alla regia ed alla sceneggiatura.
A partire dal 2008, ha pubblicato diversi libri incentrati sulla lettura per immagini di un leader politico. Il primo è La foto di Moro (ed. Nottetempo, 2008) sulle fotografie della prigionia e uccisione del Primo Ministro Aldo Moro nel 1978. Lo stesso tema verrà poi esteso in Da quella prigione. Moro, Warhol e le Brigate Rosse (ed. Guanda, 2012). Nel 2009, invece, Il corpo del capo (ed. Guanda, 2009) è incentrato sulla figura di Silvio Berlusconi, mentre, nel 2012, La canottiera di Bossi (ed. Guanda, 2012) ha indagato immagini del leader della Lega Umberto Bossi.
Fondatore e direttore editoriale con Stefano Chiodi del sito culturale Doppiozero, da novembre 2012 a marzo 2013 ha realizzato un progetto da lui ideato, relativo alle fiabe italiane (#00fiabit), sul canale twitter di doppiozero dedicato alla narrazione seriale (@00SerialTw): ha disegnato le 100 fiabe italiane (le stesse riprese anche da Italo Calvino) e le ha riscritte ogni giorno per 100 giorni in 140 caratteri.
Nel 2014 inizia un'indagine sul terrorismo suicida prima con il saggio: L'età dell'estremismo (ed. Guanda, 2014), seguito da: Chi sono i terroristi suicidi? (ed. Guanda, 2017). Questi libri hanno favorito un ampio dibattito mediatico.
L'attività critica su Primo Levi, iniziata molti anni prima, prosegue nel 2015 con il saggio: Primo Levi. Di fronte e di profilo (ed. Guanda, 2015). Viene definito dalla critica un libro mosaico o libro enciclopedia, perché indaga in modo innovativo le tante facce di Levi e ne fornisce un prezioso strumento di avvicinamento, o di indagine. Negli anni successivi, Belpoliti cura per Einaudi una nuova edizione delle Opere Complete di Primo Levi, con i primi due volumi apparsi nel 2016 ed il terzo nel 2017. Queste opere sono il riferimento indiscusso a cui si appoggiano tutti gli studi critici su Primo Levi.
Collabora a La Repubblica da maggio 2016.
Con il romanzo Pianura ha vinto nel 2021 il Premio Dessì e il Premio Comisso, successivamente ha pubblicato nel 2025 il romanzo Nord Nord. 
Nel 2023 un suo articolo dal titolo "L'elogio dell'attesa nell'era di Whatsapp" appare nella prima prova dell'esame di maturità; la traccia viene scelta da più del 40% dei maturandi.

## Opere

### Studi
- Confine. Vite immaginarie del clown, Reggio Emilia, Elitropia, 1985. [messo in scena da Marco Martinelli e Ermanna Montanari per il Teatro delle Albe nel 1986]
- Giardino pensile, illustrato da Giuliano Della Casa, Reggio Emilia, Libreria Vecchia Reggio, 1987.
- Quanto basta, Milano, Rusconi, 1989, ISBN 88-18-06054-6.
- Storie del visibile. Lettura di Italo Calvino, Rimini, Luisè, 1990, ISBN 88-85050-39-5; ISBN 88-85050-38-7.
- Stati della geometria con calore, Monza, Classezero, 1991.
- Diario dell'occhio, Bergamo, Bacacay, 1993; Firenze, Le Lettere, 2008, ISBN 88-6087-166-2; ISBN 978-88-6087-166-4
- Italo, Ripatransone, Sestante, 1995, ISBN 88-86114-33-8.
- L'occhio di Calvino, Collana Saggi, Torino, Einaudi, 1996, ISBN 88-06-13936-3. Nuova ed. ampliata, Collana Piccola Biblioteca. Nuova serie, Torino, Einaudi, 2006, ISBN 978-88-061-7979-3.
- Primo Levi, Milano, Bruno Mondadori, 1998, ISBN 88-424-9457-7.
- Settanta, Collana Saggi, Torino, Einaudi, 2001, ISBN 88-06-14833-8. Nuova ed., Collana Piccola biblioteca, Einaudi, 2010, ISBN 978-88-062-0221-7.
- Doppio zero. Una mappa portatile della contemporaneità, Collana ET Saggi, Torino, Einaudi, 2003, ISBN 978-88-06-16508-6.
- Crolli, Collana Vele, Torino, Einaudi, 2005, ISBN 88-06-17345-6.
- La prova. Un viaggio nell'Est Europa sulle tracce di Primo Levi, Collana L'Arcipelago, Torino, Einaudi, 2007, ISBN 88-06-17158-5. Nuova postfazione dell'Autore, Collana Piccola Biblioteca, Guanda, Milano, 2017, ISBN 978-88-23-51668-7.
- La foto di Moro, Collana I sassi, Roma, Nottetempo, 2008, ISBN 88-7452-155-3, ISBN 978-88-7452-155-5
- Il tramezzino del dinosauro. 100 oggetti, comportamenti e manie della vita quotidiana, Collana Piccola biblioteca, Milano, Guanda, 2008, ISBN 978-88-6088-825-9.
- Il corpo del capo, Milano, Guanda, 2009, ISBN 978-88-6088-542-5; Con una nuova introduzione dell'Autore, Milano, Guanda, 2018, ISBN 978-88-235-2100-1. [Berlusconi. Le corps du chef, Nouvelles éditions Lignes, Paris 2010 ISBN 978-2-35526-055-1]
- Senza vergogna, Collana Biblioteca della fenice, Milano, Guanda, 2010, ISBN 978-88-6088-291-2, vincitore del Premio Internazionale "Cesare De Lollis" (2010).
- Pasolini in salsa piccante, con 8 foto di Ugo Mulas, Collana Le Fenici rosse, Milano, Guanda, 2010, ISBN 978-88-6088-429-9.
- La canottiera di Bossi, Collana Le Fenici rosse, Milano, Guanda, 2012, ISBN 978-88-6088-833-4, vincitore del Premio Satira Politica Fonte dei Marmi 2012.
- Risentimento, Milano, Guanda, 2012, ISBN 978-88-235-0384-7.
- Visioni, Milano, doppiozero, 2012, ISBN 978-88-97685-01-2.
- Da quella prigione. Moro, Warhol e le Brigate Rosse, Milano, Guanda, 2012, ISBN 978-88-235-0175-1; Nuova ed., Milano, Guanda, 2018, ISBN 978-88-235-2106-3.
- Camera Straniera. Alberto Giacometti e lo spazio, Milano, Johan & Levi, 2012 ISBN 978-88-6010-076-4.
- Il segreto di Goya, Milano, Johan & Levi, 2013, ISBN 978-88-6010-101-3.
- L'età dell'estremismo, Milano, Guanda, 2014, ISBN 978-88-235-0670-1.
- Primo Levi. Di fronte e di profilo, Collana Biblioteca della Fenice, Milano, Guanda, 2015, ISBN 978-88-6088-445-9. Con una nuova postfazione dell'Autore, Milano, Guanda, 2019, ISBN 978-88-235-2539-9 .
- La strategia della farfalla, Collana Piccola biblioteca, Milano, Guanda, 2015, ISBN 978-88-235-1412-6.
- Chi sono i terroristi suicidi?, Collana Le fenici rosse, Milano, Guanda, 2017, ISBN 978-88-235-2039-4.
- Da quella prigione. Moro, Wahrol, e le Brigate Rosse, Milano, Guanda, 2018, ISBN 978-88-235-2106-3.
- Photo Levi, Collana Bolle, Torino, Acquario, 2021, ISBN 978-88-944647-6-4.
- Pianura, Collana Frontiere, Torino, Einaudi, 2021, ISBN 978-88-062-4683-9.
- Pasolini e il suo doppio, Biblioteca della Fenice, Milano, Guanda, 2022, ISBN 978-88-235-3015-7.
- Calvino A-Z, Electa, 2023, ISBN 978-8892824621.
- Nord Nord, Collana Frontiere, Torino, Einaudi, 2025, ISBN 978-88-06-25766-8.

### Curatele
- Effetto Emilia, Bologna, Officina immagine, 1981.
- Mardi: rien. Existe: (Sartre): Esistenzialismi, Reggio Emilia, Tecnograf, 1982. [mostra novembre 1981-febbraio 1982]
- Primo Levi, Opere, 2 voll., Collana NUE n.225, Torino, Einaudi, 1997, ISBN 88-06-14637-8.
- Primo Levi, Conversazioni e interviste 1963-1987, Collana Gli struzzi, Torino, Einaudi, 1997, ISBN 88-06-14348-4.
  - (FR)  trad. Dominique Autrand, Conversations et entretiens, 1963-1987, Paris, Laffont, 2000.
  - (EN)  trad. Robert Gordon, The voice of memory: interviews 1961-1987, New York, New Press, 2001.
  - (DA)  trad. Jytte Lollesgaard, Samtaler og interview 1963-1987, Copenaghen, Forum, 2003.
- Primo Levi, L'ultimo Natale di guerra, Torino, Einaudi, 2002, ISBN 88-06-16042-7.
  - (FR)  trad. Nathalie Bauer, 1018, Dernier Noël de guerre Paris, 1018, 2002.
  - (ES)  trad. Miquel Izquierdo, Ultima Navidad de guerra, Barcelona, El Aleph, 2003.
- Primo Levi, L'asimmetria e la vita. Articoli e saggi 1955-1987, Torino, Einaudi, 2002, ISBN 88-06-16050-8.
- Primo Levi, Tutti i racconti, Torino, Einaudi, 2005, ISBN 88-06-17917-9.
- Giorgio Manganelli, Mammifero italiano, Collana Piccola Biblioteca, Milano, Adelphi, 2007, ISBN 88-459-2137-9.
- a cura di, con Gianni Canova e Stefano Chiodi, Anni Settanta. Il decennio lungo del secolo breve, Ginevra-Milano, Skira, 2007, ISBN 88-6130-474-5; ISBN 978-88-6130-474-1.
- Primo Levi, Ist Das Ein Mensch?, München, Hanser Verlag, 2011, ISBN 978-3-446-23744-5
- Gianni Celati, Romanzi, cronache e racconti, con Nunzia Palmieri, Collana I Meridiani, Milano, Mondadori, 2016, ISBN 978-88-04-65876-4.
- Primo Levi, Opere complete, voll. I-II, Torino, Einaudi, 2016, ISBN 978-88-06-23494-2.
- Primo Levi, Opere complete, vol. III, Torino, Einaudi, 2017, ISBN 978-88-06-23597-0.
- Gianni Celati, Il transito mite delle parole. Conversazioni e interviste 1974-2014, con Anna Stefi, Macerata, Quodlibet, 2022, ISBN 978-88-229-0894-0.

## Filmografia
- È autore e sceneggiatore del film La strada di Levi (2006) e Italo Calvino nelle città (2024) per la regia di Davide Ferrario.
- La strada di Levi. Immagini e parole dal film di Davide Ferrario e Marco Belpoliti, a cura di Andrea Cortellessa, fotografie di Francesca Bocca et al., Venezia, Marsilio, 2007, ISBN 88-317-9124-9.
- Da una tregua all'altra: Auschwitz-Torino sessant'anni dopo, con Andrea Cortellessa e contributi di Davide Ferrario, Massimo Raffaeli e Lucia Sgueglia, Milano, Chiarelettere, 2010, ISBN 978-88-6190-098-1.